# Dőlt pajzs
Névváltozatok: dült paizs (Arany János: Daliás idők [1853-1855] 3. ének, 16.), megdőlt paizs (Nagy Iván III. 45.)
de: gelehnt Schild

Rövidítések:

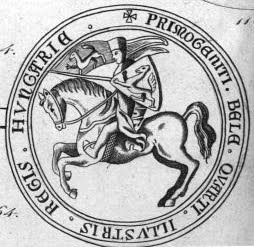
István, ifjabb király lovaspecsétje, hátlap (1264)

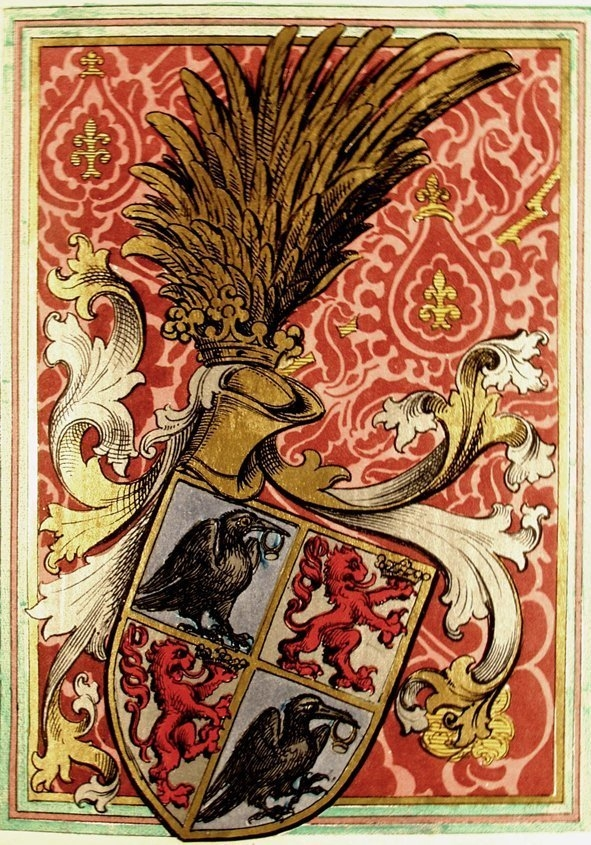
Balra dőlt pajzs Hunyadi János 1453-as címerbővítő címeres levelében

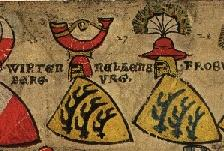
Erősen megdőlt pajzsok a Züricher Wappenrolle címerkönyvből

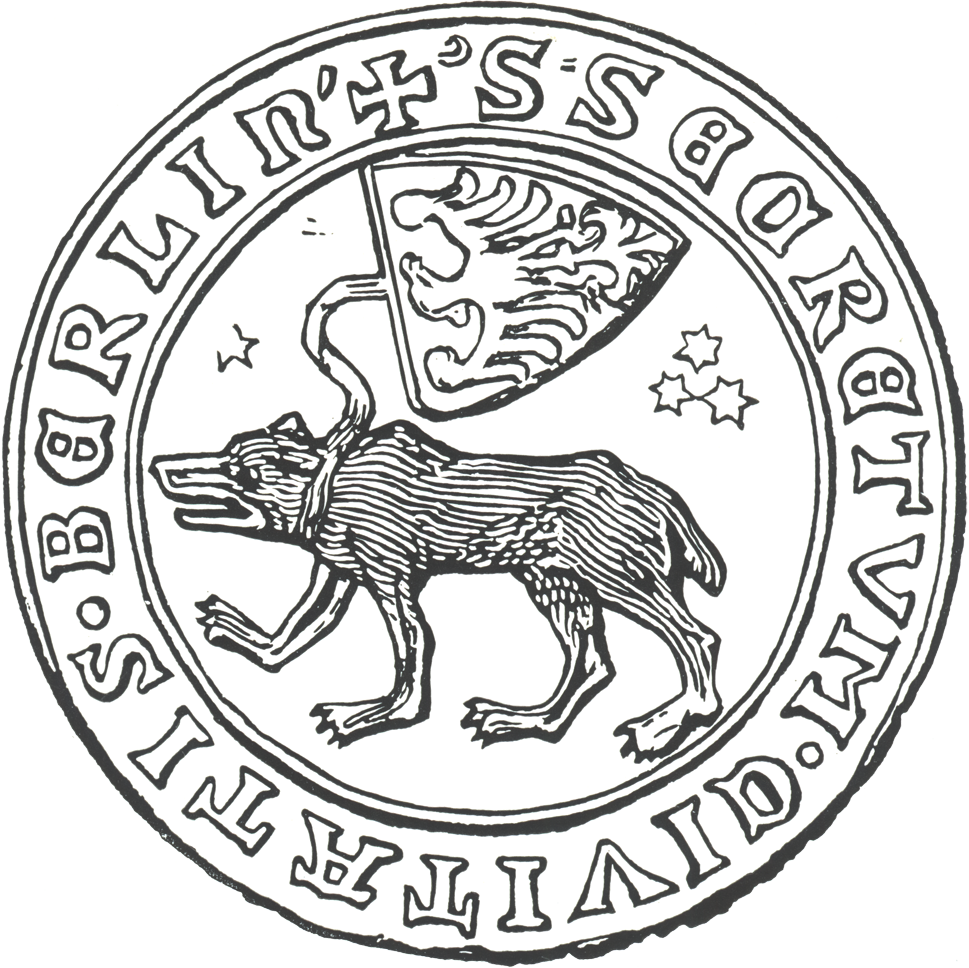
Vízszintesen álló pajzs Berlin 1338-as pecsétjén

A dőlt pajzs a címerpajzs egyik helyzete. Általában az élő heraldika korának régebbi címereinél fordul elő. Pecséteken, sírköveken, pénzérméken, lovaspecséteken fordul elő. Heraldikai ábrázolásuk is innen ered, hiszen a lovon ülő lovag dőlt helyzetben tartotta a pajzsát a mellénél, mely fölül csak a sisakdísszel ellátott sisakja látszott ki. A dőlt pajzsok ábrázolását ezért egyes heraldikusok helytállóbbnak tartják. A dőlt pajzsok ábrázolására a sisakpecsétek is hatással lehettek. A 14. században egy ideig a sisakdísz alkotta a címer legfontosabb részét. Ezen pecséteken pedig a sisakdísz áll egyenesen.
A pajzs helyzete lehet egyenes (fennálló: Nagy Iván VI. 382., IX. 159.) vagy dőlt. A pajzs leggyakrabban jobb felé dől. A balra dőlő pajzsok nagyon ritkák. A 14. században a pajzs egyenesen állt, ha sisak(dísz) nélkül ábrázolták. A sisakkal és sisakdísszel ellátott címerábrázolás pajzsa általában dőlt helyzetű volt. A címerleírásban nem kell megemlíteni sem a pajzs dőlését, sem irányát, mert ennek nincs heraldikai funkciója, sem esztétikai hatása.
Ha a pajzs dőlt, a sisak és a sisakdísz általában a dőlés irányába néz, de a 13-14. századból ismertek szembenéző sisakok is a dőlt pajzsokon. A pajzs dőlésének irányát befolyásolják a címerképek is. Ha például az oroszlán balra néz, a pajzs is balfelé dől, mert a jobbra dőlő pajzs így nem lenne esztétikus. A címerképek jobb és bal iránya is a dőléshez igazodik.
A dőlt pajzsokon a címerábrák megrajzolásánál és a színek jelölésére használt vonalkázásnál a pajzs tengelyét kell követni, azaz a címerábrák nem kompenzálják a pajzs dőlését, hogy a szemlélő szempontjából kövessék a vízszintes-függőleges tengelytől való eltérést, azaz a címerábrák a dőlés miatt nem fordulnak el a vízszintes-függőleges irányba. Ilyen eset csak ritkán fordul elő, mint pl. a szerb heraldikában, ahol vannak teljesen vízszintes pajzsok is, vízszintes-függőleges tengelyű címerábrákkal. A színjelöléskor a vonalkázás sem a vízszintes-függőleges tengelyt követi, hanem a pajzs vízszintes-függőleges tengelyét.
Vízszintes a pajzsa Székely Frigyes címerének. Thurzó Miklós 1605-ös címerének pajzsa félig döntött. A Bárczay család 1421-es címerének pajzsa balra dől. A 18. századi német heraldikában az a helytelen nézet terjedt el, hogy a jobbra dőlt pajzs csak a tudósokat illeti meg. A házassági címerek egyespajzsai néha szintén (egymás felé) dőltek.

## Kapcsolódó szócikk
- Pajzs